# Escut de Canelones
L'Escut de Canelones és el símbol oficial del departament de Canelones (Uruguai), va ser creat el 2010 després d'un concurs públic, reemplaçant l'antic escut instaurat el 1977 durant la dictadura.

## Antic escut

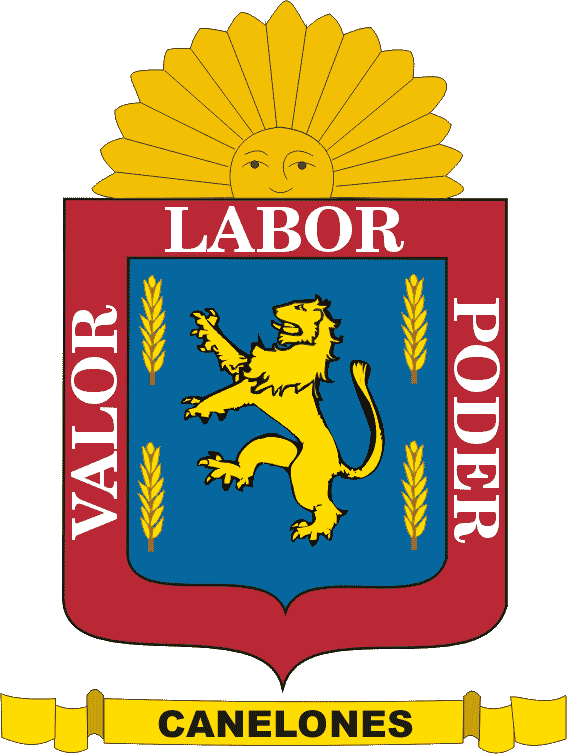
Antic escut de Canelones.

L'anterior escut departamental va ser aprovat el 1977. En l'interior figuren quatre espigues d'or que simbolitzen la riquesa agrícola del departament. El lleó representa a les primeres famílies que van poblar aquest lloc, els canaris, ja que també està present en l'escut de Las Palmas de Gran Canaria. De fet, el gentilici castellà per als nadius d'aquest departament, i de la seva capital, la ciutat de Canelones, és canario, -a.
Envolten a aquests símbols les paraules Valor, en honor dels quals van combatre en les lluites independentistes; Labor, pels seus homes del present; i Poder, com ambició per al futur. L'escut posseïx en la seva part superior un sol, també present a la bandera de l'Uruguai. Els colors utilitzats són els mateixos que els de les banderes d'Artigas i dels Treinta y Tres Orientales.